# Macrosiphoniella aktaschica
Macrosiphoniella aktaschica är en insektsart. Macrosiphoniella aktaschica ingår i släktet Macrosiphoniella och familjen långrörsbladlöss. Inga underarter finns listade i Catalogue of Life.